# ATE Mi-24 Super Hind
ATE Mi-24 Super Hind – rodzina południowoafrykańskich modernizacji śmigłowca Mi-24.
W roku 1999 południowoafrykańska firma ATE podpisała umowę na modernizację 40 algierskich śmigłowców Mi-35 (Mi-24W). W tym samym roku zakończono wstępne prace nad projektem i dokonano oblotu zmodyfikowanej maszyny, oznaczonej jako Mi-24 Super Hind Mk II.
Pozytywne oceny Mi-24 Super Hind Mk II spowodowały, że w firmie ATE kontynuowano prace nad kolejnymi modernizacjami Mi-24. Na początku XXI wieku powstał wariant Mi-24 Super Hind Mk III (wyposażony m.in. w nowe uzbrojenie) oraz  Mi-24 Super Hind Mk IV. Ostatnim przedstawicielem tej rodziny jest śmigłowiec Mi-24 Super Hind Mk V z całkowicie nową kabiną załogi.

## Przedstawiciele rodziny
- Mi-24 Super Hind Mk II – pierwsza wersja powstała w roku 1999 dla algierskich sił powietrznych. Modernizacja objęła wymianę awioniki (m.in. system GPS oraz kamera FLIR) i dostosowanie kabiny do stosowania gogli noktowizyjnych. Nowe systemy elektroniczne pochodziły ze śmigłowca Denel Rooivalk. Ponadto przekonstruowano nos maszyny, a także wzmocniono kabinę załogi opancerzeniem wykonanym z kevlaru.
- Mi-24 Super Hind Mk III – wariant drugi wyposażony m.in. w nowe uzbrojenie (działko GI-2 kal. 20 mm oraz ppk Ingwe lub ppk Mokopa), nowy system obrony oraz cyfrowy system zmniejszania drgań. Do tego standardu zmodernizowano algierskie Mi-24 Super Hind Mk II. Ponadto śmigłowce w tym wariancie znalazły się na wyposażeniu wojsk azerskich (pod nazwą Mi-24G)[1].
- Mi-24 Super Hind Mk IV – zmodernizowana wersja Mi-24 Super Hind Mk III, wyposażona m.in. w nowe filtry (Pall Vortex Engine Air Particle Separator System).
- Mi-24 Super Hind Mk V – najnowsza propozycja modernizacji. Obejmuje ona przebudowę kadłuba (całkowicie nowa kabina załogi, podobna jak w AH-1 Cobra), zastosowanie nowoczesnej awioniki i odchudzenie śmigłowca o 1800–2000 kg.